# BWP Borsuk
Der BWP Borsuk ist ein schwimmfähiger Schützenpanzer aus polnischer Entwicklung.
Die Abkürzung BWP steht im Polnischen für Bojowy Wóz Piechoty (Schützenpanzer). Borsuk ist das polnische Wort für Dachs.

## Entwicklung
Der Borsuk basiert auf einer universellen modularen Raupenplattform (UMPG), die vom Forschungs- und Entwicklungszentrum für mechanische Geräte „OBRUM“ erstellt wurde.
Im Herbst 2017 präsentierte der Hersteller Huta Stalowa Wola einen Prototyp.
Es ist auch geplant, einen „schweren BWP Borsuk“ ohne Schwimmfähigkeit einzuführen, basierend auf dem AHS Krab-Chassis, das mit einer 40-mm-Kanone ausgestattet ist und 8–9 Landetruppen aufnehmen kann.

## Nutzer
Polen Am 28. Februar 2023 unterschrieb der polnische Verteidigungsminister Mariusz Błaszczak die Bestellung von mehr als tausend Borsuk und hunderten Begleitfahrzeugen bei Huta Stalowa Wola. Die ersten vier sollen 2023 ausgeliefert werden.